# 357546 Edwardhalbach
357546 Edwardhalbach è un asteroide della fascia principale. Scoperto nel 2004, presenta un'orbita caratterizzata da un semiasse maggiore pari a 3,0440766 UA e da un'eccentricità di 0,0945563, inclinata di 9,98302° rispetto all'eclittica.
L'asteroide è dedicato all'astronomo amatoriale statunitense Edward A. Halbach.